# Saint-Coulitz
Saint-Coulitz (tiếng Breton: Sant-Kouled) là một xã của tỉnh Finistère, thuộc vùng Bretagne, miền tây bắc Pháp.

## Dân số
Người dân ở Saint-Coulitz được gọi là Saint-Coulitziens.